# Deux petits chaussons
Charlie Chaplin a composé la mélodie nommée Terry's Theme pour la musique de son film Les Feux de la rampe, sorti en 1952 et pour lequel il reçoit l'Oscar de la meilleure musique, en 1973, avec ses arrangeurs Raymond Rasch et Larry Russell.
La mélodie de Terry's Theme a donné naissance à Eternally, aux États-Unis et à Deux petits chaussons, en France.
- Deux petits chaussons (parfois titrée Deux petits chaussons de satin blanc) est écrite par le parolier Jacques Larue. Son premier interprète est André Claveau ; Mireille Mathieu ou Albert Lasry l'ont aussi enregistrée.
- Eternally est écrite par les paroliers Geoff Parsons et John Turner et eut également beaucoup de succès, interprétée par Jimmy Young[2], Petula Clark [3], Bing Crosby[4], John Serry Sr. [5],[6]  ou Sarah Vaughan[7].

Julio Iglesias reprend cette mélodie en 1978 sous le titre "Stai"  dans l'album "Aimer la vie".